# Directo al grano
Directo al grano es un programa de televisión español que se emite en la sobremesa de La 1 desde el 15 de septiembre de 2025. El programa, presentado por Marta Flich, ofrece un análisis de los titulares de prensa diarios.

## Equipo

### Presentadores
| Presentador/a | Información               |      |
| Presentador/a | Información               | 2025 |
| ------------- | ------------------------- | ---- |
| Marta Flich   | Presentadora y economista |      |

### Colaboradores
| Colaborador/a | Información |      |
| Colaborador/a | Información | 2025 |
| ------------- | ----------- | ---- |
| TBA           | TBA         |      |

### Reporteros
| Reportero/a | Información |      |
| Reportero/a | Información | 2025 |
| ----------- | ----------- | ---- |
| TBA         | TBA         |      |

## Audiencias
| Temporada | Programas | Estreno                  | Final | Audiencia media | Audiencia media |
| Temporada | Programas | Estreno                  | Final | Espectadores    | Cuota           |
| --------- | --------- | ------------------------ | ----- | --------------- | --------------- |
| 1         | TBA       | 15 de septiembre de 2025 | TBA   | TBA             | TBA             |
| Total     | TBD       | 15 de septiembre 2025    | TBA   | TBA             | TBA             |

### Temporada 1 (2025-2026)
| N.º total | N.º temp. | Fecha de emisión | Audiencia |   |   |                          |  |
| --------- | --------- | ---------------- | --------- | - | - | ------------------------ |  |
| N.º total | N.º temp. | Fecha de emisión | Audiencia | 1 | 1 | 15 de septiembre de 2025 |  |

### Audiencias por meses
| Año  | Mes        | Audiencia    | Audiencia |
| Año  | Mes        | Espectadores | Cuota     |
| ---- | ---------- | ------------ | --------- |
| 2025 | Septiembre |              |           |
| 2025 | Total      |              |           |